# Степаново (Бабаевский район)
Степаново — деревня в Бабаевском районе Вологодской области.
Входит в состав Тороповского сельского поселения, с точки зрения административно-территориального деления — в Тороповский сельсовет.
Расположена на левом берегу реки Вешарка. Расстояние по автодороге до районного центра Бабаево — 29 км, до центра муниципального образования деревни Торопово — 3 км. Ближайшие населённые пункты — Горка, Гриньково, Косино, Красиково, Кузовлево, Минино, Плаксино, Ципелево.
По переписи 2002 года население — 5 человек.
В деревне Степаново на берегу Вешарки расположены курганы — памятник археологии федерального значения, поставленный на охрану постановлением Совета Министров РСФСР № 1327 от 30.08.1960.